# Tolérance zéro
Pour les articles homonymes, voir Tolérance zéro (homonymie).
 (mai 2013).
Si vous disposez d'ouvrages ou d'articles de référence ou si vous connaissez des sites web de qualité traitant du thème abordé ici, merci de compléter l'article en donnant les références utiles à sa vérifiabilité et en les liant à la section « Notes et références ».
La tolérance zéro est une doctrine visant à punir sévèrement les délinquants à la moindre infraction à la loi en raccourcissant au maximum le délai entre le délit et la réponse judiciaire. La notion de tolérance zéro, si elle n'est pas définie, suggère par sa formulation qu'aucune infraction n'est tolérable et/ou qu'il n'y a aucune circonstance atténuante. Elle a notamment été mise en pratique à New York, par Rudy Giuliani, dans les années 1990,, et Baltimore. Si l’insécurité a significativement baissé dans ces deux villes, la doctrine reste critiquée,,.

## Principe
Ce sont les universitaires James Wilson et Georges Kelling dans la revue américaine The Atlantic Monthly en 1982 qui définirent les premiers cette théorie sous ce nom reprenant un terme utilisé en 1973 pour une loi au New Jersey.
Leur théorie est illustrée par la « vitre brisée ». Si une vitre d'un bâtiment est brisée et n'est pas immédiatement remplacée, certains pourront en déduire que le bâtiment est abandonné et en voie de délabrement. En conséquence, d'autres vitres risquent d'être à leur tour brisées, les délinquants considérant que cela n'a aucune importance.
Cette théorie se base sur deux postulats :
1. si le responsable d'une infraction n'est pas condamné immédiatement, il est incité à récidiver ;
2. si les responsables d'infractions ne sont pas condamnés pour chaque infraction avec toute la sévérité que la loi autorise, ils vont progressivement dériver de la petite délinquance au crime.

En acceptant cela, la seule façon d'empêcher la récidive et l'escalade des infractions est d'agir immédiatement à chacune d'entre elles. En condamnant immédiatement les responsables, on persuade ces derniers que toute action contre la société entraîne une réaction immédiate et le sentiment d'impunité disparaît.

## Cas de la ville de New York

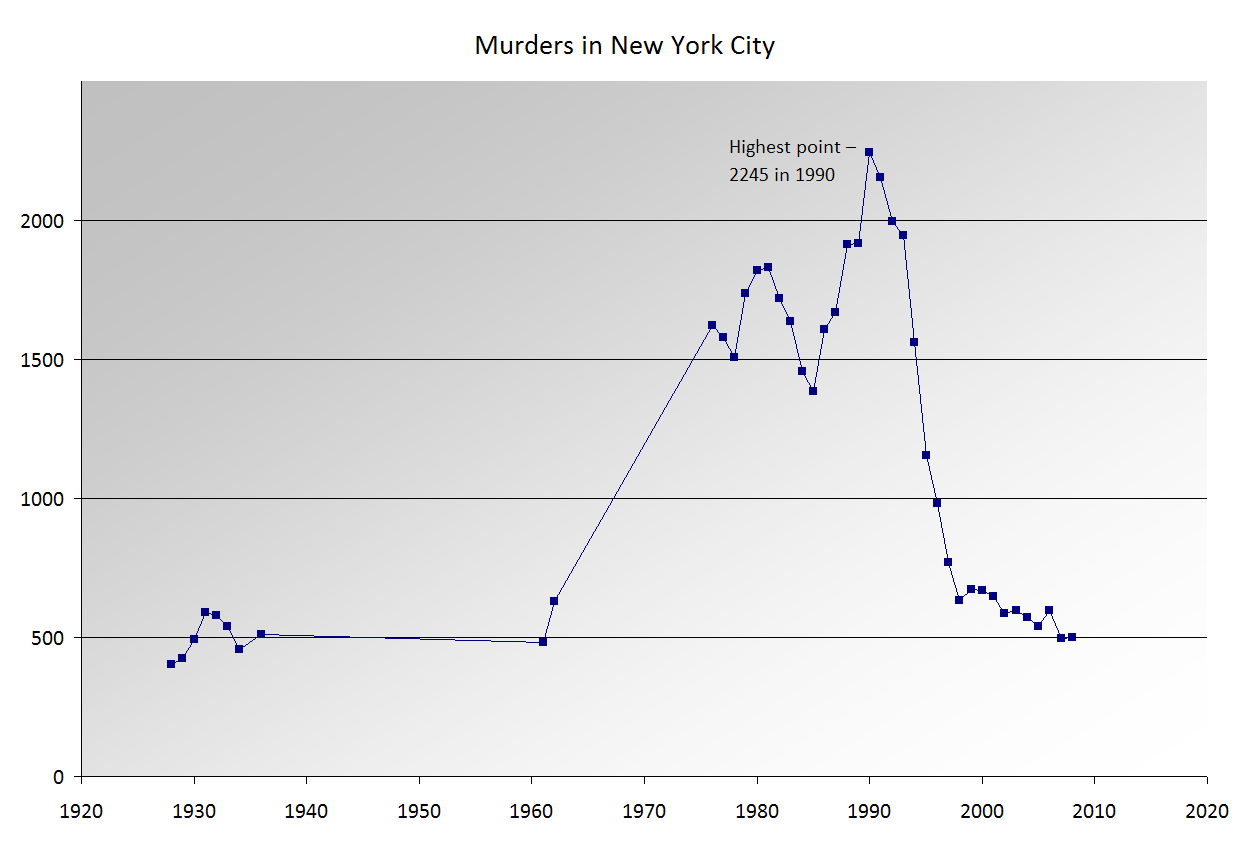
Statistiques des homicides à New York entre les années 1920 et 2009.

Les partisans de la « tolérance zéro » citent souvent l'exemple la ville de New York, dont le maire Rudy Giuliani a commencé à la faire appliquer en 1994.
La logique qui prévalait alors était de « restaurer la loi et la sécurité en donnant une réponse systématique à tous les faits pénaux, aussi mineurs soient-ils, mettant en cause l’ordre public ».
Pour l'application dans cette ville, quelqu'un qui vole une part de pizza deux fois de suite par exemple, fait de la prison ferme. Cela ne s'applique qu'à la petite délinquance, ce qui pose quelques problèmes concernant l'égalité des peines.
Le résultat, selon la ville de New York, après sept années d'application est une baisse de :
- 65 % pour les homicides ;
- 68 % pour les vols de voiture ;
- 62,5 % pour les vols à la tire ;
- 62 % pour les cambriolages ;
- 36 % pour les viols ;
- et 32 % pour les autres agressions physiques.

La ville de New York pratique aussi une importante présence policière (en quelques années, le nombre de policiers est passé de 30 000 à 40 000, pour une ville de 7,5 millions d'habitants). Cette présence a pour effet de faire baisser le sentiment d'insécurité (la présence policière étant généralement plutôt perçue comme sécurisante) et de permettre de contrôler davantage les populations et les groupes qui sont considérés par elle comme délinquants potentiels (groupes sujets à des pratiques à risques : toxicomanes, prostituées, SDF ou, ce qui pose nettement plus de problèmes de principe, groupes raciaux perçus comme à risque par la police : Afro-Américains, latino-américains, etc.)
Les interventions policières et leurs résultats sont également bien plus contrôlés par la hiérarchie. Ce que l'on attend de la police ce sont des résultats, autrement dit des arrestations. Pour avoir des chiffres et les statistiques qui en découlent, un système informatique a été mis en place, CompStat. Il permet de présenter les zones de la ville en se basant sur le nombre de plaintes, d'arrestations, de délits, de crimes, etc. Les responsables policiers sont ensuite sommés de rendre des comptes régulièrement et d'expliquer leurs méthodes pour faire baisser la criminalité dans les zones qui posent problème. Si les responsables des commissariats ne règlent pas ces problèmes dans les plus brefs délais, ils sont renvoyés.

### Responsabilité dans la baisse de la criminalité
La baisse très importante de la criminalité dans la ville de New York n'est pas due uniquement à l'application de la politique de « tolérance zéro ». Durant les années 1990, nombre d'autres grandes villes aux États-Unis ont connu des baisses importantes, pour certaines comparables à New York. On peut citer notamment Boston, Houston, San Diego ou encore Dallas. Pourtant, ces villes n'ont pas pratiqué la tolérance zéro, certaines d'entre elles ont même pratiqué une politique inverse (réduction des effectifs policiers, dialogue avec les citoyens, etc.). Le cas du Canada est aussi intéressant, le comportement du policier et du criminel est différent et pourtant la criminalité a baissé aussi durant cette période.
Il est également à noter que la criminalité avait déjà commencé à baisser à New York dans les années 1991 et 1992, soit avant la mise en place de la politique de la tolérance zéro. Dans leur ouvrage Freakonomics — A Rogue Economist Explores The Hidden Side of Everything, Steven Levitt et Stephen Dubner corrèlent cette baisse avec l'arrivée à maturité des enfants nés avec la légalisation de l'avortement ; ils expliquent cette corrélation par le fait que lorsqu'un enfant n'est pas désiré, il a plus de risque de basculer dans la criminalité. Selon eux, la baisse de la criminalité est donc « mécanique ».
En prenant en compte tous ces facteurs, il n'est pas certain que la tolérance zéro ait été la méthode miracle, ainsi qu'elle a été présentée durant de nombreuses années. Peut-être a-t-elle participé à la baisse de la criminalité, sans nécessairement en être la cause principale. Durant les années 1990 le taux de chômage a baissé, le niveau de vie a augmenté du fait de l'importante croissance économique des États-Unis, et l'"épidémie" de crack, important facteur criminogène, fut quasiment annihilée. Ces facteurs ont probablement participé davantage à la baisse de la criminalité que la pratique de la tolérance zéro [réf. nécessaire].

## Cas de la ville de Baltimore
Dans la ville de Baltimore, la logique de tolérance zéro impulsée par la hiérarchie policière a conduit à une logique du “eux contre nous”, retournant la police contre les habitants qu'ils sont censés protéger.
Cette logique a conduit à arrêter des personnes pour des faits mineurs comme le fait de traîner dans la rue. Elle a également conduit à des pratiques contraires à la Constitution.
Ceci a été établi dans un rapport à la suite du décès de Freddie Gray en 2015 à Baltimore dans le Maryland, et après des émeutes de Baltimore.

## Application dans le monde
Cette politique appliquée à New York est à l'origine de l'importante promotion de la « tolérance zéro » dans le monde. Elle fut exportée et adaptée avec plus ou moins de succès à l'étranger. On peut citer notamment le Royaume-Uni, où ce sont principalement les jeunes qui sont définis comme le groupe potentiellement délinquant[réf. nécessaire].

## Tolérance zéro en France
En France, le concept new-yorkais de tolérance zéro a connu un vif succès dans les cercles médiatiques et politiques, mais n'a pas pu dans les faits être appliqué en raison de différences culturelles et institutionnelles, révélant ainsi la différence entre substance et symbole,.
En France, le préfet de la région PACA a décrété la « tolérance zéro » le 29 octobre 2006 dans huit zones sensibles de Marseille après l'incendie d'un bus qui a fait une blessée grave[réf. nécessaire].

## Critique
La tolérance zéro est critiquée par certains car elle conduirait à une surincarcération. Pourtant, à cause de la baisse de la criminalité à New-York, les arrestations pour crime y ont diminué d'environ 60 000 par an par rapport au niveau de 1990. L'emprisonnement dans les établissements pénitentiaires new-yorkais a baissé de 25 % depuis 2000, du fait d'un déclin de 69 % des passages devant les tribunaux de la ville. En dehors de l'effet dissuasif que les petites arrestations peuvent avoir sur les individus délinquants, la gestion des espaces publics pour y réduire les conduites inciviles diminue aussi au quotidien les possibilités de commettre des crimes.
La tolérance zéro est vivement critiquée par certains qui considèrent qu'elle n'enraye en rien la violence, qui serait beaucoup moins conditionnée par la sévérité de la punition, que par un contexte économique, social ou encore psychologique apaisant. Le caractère uniquement répressif de la politique de "tolérance zéro" est l'une des critiques formulées contre cette doctrine, en ce qu'elle ne traite que les conséquences (la violence, les comportements illicites) et en aucun cas les causes des infractions. C'est une politique uniquement "sécuritaire", l'aspect sociologique de la délinquance n'étant pas pris en compte. Ses détracteurs la qualifient donc d'inefficace, injuste et violente.
De plus, certains groupes humains considérés par les autorités comme délinquants se déplacent en raison de la pression policière qui est exercée contre eux. Ainsi par exemple, les toxicomanes, les personnes sans domicile fixe et les prostituées sont rejetés vers la banlieue ou dans des zones urbaines périphériques, pour fuir une forme de répression systématique. La délinquance et la violence qui les accompagnent ne disparaissent pas pour autant : elles sont simplement déplacées et diminuent ainsi dans les statistiques des centres urbains.
Selon Bernard Harcourt, professeur de droit à l'université de Chicago, la théorie de la tolérance zéro ne marche pas, et est critiquée aujourd'hui par la police et la communauté scientifique. Il déclare notamment dans le quotidien L'Humanité :
« Tout cela renforce l'exclusion de gens déjà marginalisés et se fait au détriment d’une lutte contre la vraie criminalité. Par ailleurs, il y a aujourd'hui un consensus qui se dégage pour dénoncer cette théorie des vitres brisées qui voudrait que les désordres mineurs finissent par causer les crimes majeurs. Le désordre ne cause pas le crime. Les deux, en fait, ont les mêmes causes. Ce constat, qui rassemble désormais la communauté scientifique, mais aussi de plus en plus de chefs de police, n’est malheureusement pas encore partagé par le monde politique ».

### Produit culturel
- Tolérance Zéro (film)